# Literární styly v Knize Mormonově
Kniha Mormonova (posvátné Písmo mormonismu), podobně jako Bible, je souborem různých literárních forem a stylů. V obou těchto knihách najdeme historické pasáže (Knihy Samuelovy / Kniha Alma), prorocké pasáže (Izajáš / Jeremijáš / promluva Samuela Lamanity / Abinadiho proroctví), zjevení (Jan / Eter), podobenství (Jákobovo a Zenosovo podobenství), žalmy (Davidovy žalmy / Nefiho žalmy), epištoly/listy (Pavlovy epištoly / Moroniho epištoly / Almovy epištoly) a evangelia (Matouš / 3. Nefi).

## Epištoly
Epištola (řecky επιστολη [epistolē], latinsky epistola, epistula) je z řečtiny a latiny převzaté slovo pro dopis, užívané především u náročnějších textů (různá poselství, veršované stati).

### Pastorální epištoly
Kniha Mormonova obsahuje dvě pastorální epištoly. Tento druh dopisu je určen vůdcům Božího stáda. V Bibli jsou takovými epištolami 1. Timoteus, 2. Timoteus a Titus. V Knize Mormonově zase pasáže Moroni 8:2-30 a Moroni 9. V Bibli jde o novozákonního apoštola Pavla, zanechávajícího rady svým dvěma učedníkům, zatímco v Knize Mormonově píše nefitský vojevůdce Mormon svému synu Moronimu.

### Prorocké epištoly
V knize Eter (5.kapitola) najdeme jeden vzor prorocké epištoly. Jde o dopis napsaný dějepiscem a prorokem Moronim budoucímu objeviteli desek (Josephu Smithovi).

### Válečné epištoly
Zbývajících šest epištol v Knize Mormonově jsou válečné epištoly. První dva dopisy jsou dialogem mezi lamanitským vůdcem Ammoronem a nefitským velitelem Moronim (odlišným od proroka Moroniho) o výměně zajatců. Nachází se v pasážích Alma 54:5-14 a 54:16-24. Třetí (a také nejdelší) válečnou epištolou je dopis velitele Helamana, ve kterém kapitánu Moronimu vypráví o statečnosti dvou tisíc mladých mužů (Alma 56-58). Čtvrtá a pátá válečná epištola jsou rozhovorem mezi kapitánem Moronim a vrchním soudcem nefitské země Pahoranem (Alma 60-61). Poslední válečnou epištolu nalezneme v 3. kapitole 3. Nefi, kde Giddiani, šéf teroristické sekty, vydírá Lachonea, vrchního vladaře nefitského lidu.

## Žalmy
Žalmy (z řeckého ψαλμός psalmos – „zpěv za doprovodu strunných nástrojů“) jsou napsány typickým literárním stylem biblických rukopisů. Nalézáme je ve Starém zákoně, ve svitcích od Mrtvého moře v Kumránu, i v mimobiblické literatuře, například v textech z Ugaritu. Jedná se o modlitbu psanou poetickou formou pomocí klasických semitských jazykových nástrojů (přízvuky, paralelismus, chiasmus, apod.).
V Knize Mormonově je obsažen pouze jeden žalm. Nachází se v 2. Nefim 4:16-35 a zve se Nefiho žalm.

## Lamentace
Elegie (z řeckého ελεγεια) – žalozpěvy, neboli lamentace, jsou skladby charakteristicky zádumčivého až smutného rázu.
Lamentace je specifický literární styl, který můžeme najít v blízkovýchodní literatuře. Mezi jedny z nejstarších lamentací patří mezopotámské spisy jako například Nářek nad zkázou města Ur. Kniha Jeremiáš a Pláč jsou typickými biblickými příklady lamentace ve starověké literatuře. V Knize Mormonově nalezneme literární styl lamentace například v 6. kapitole knihy Mormon (17-22), kde prorok (stejně jako Jeremjáš v Bibli) pláče a naříká nad zkázou svého národa.

## Memoáry
Knihy 1. a 2. Nefi lze nejlépe popsat jako memoáry. Tento typ literatury najdeme také v Knize Enos nebo Zenifově záznamu v Mosiášovi 9 a 10. Mormonův osobní záznam v kapitolách 1-7 také spadá do této kategorie.

## Prorocká rozmluva
Bible obsahuje specifický typ literatury, který nazýváme prorockou rozmluvou. Jde o proslov, který nejen popisuje, ale také reflektuje aktuální situaci náboženským způsobem. Jako příklady mohou sloužit například první kapitoly Knihy Izajáš; 23-32 kapitola Knihy Jeremiáš; 33-34 kapitola Knihy Ezechiel a mnohé další. Z Knihy Mormonovy jich lze jmenovat také několik: 1. Nefi 22; 2. Nefi 1, 29 a 32; Jákob 6; Mosiáš 12; Alma 10 a 32-34; Heleman 7 a další.

## Kázaní/Rozmluva
Kázání neboli rozmluva je jedním z typických stylů duchovní literatury. Mojžíšova řeč v 5. Knize Mojžíšově (Deuteronomium) 1, 5, 28 a 29; Jóbova rozmluva; Eliášova řeč na Hoře Karmel (1. Královská 18:20-40) a Amos (kapitoly 1 a 2) jsou viditelnými ukázkami tohoto literárniho sylu v Bibli. Kniha Mormonova také obsahuje literární styl kázání. Jedná se o proslov krále Benjamína v Knize Mosiáš (2-4), který navazuje na tradici izraelských svátečních kázání. Ačkoliv původní text rozmluvy byl delší, v Knize Mormonově se zachovala pouze kratší verze (upravená dějepiscem Mormonem).

## Patriarchální požehnání
Patriarchální požehnání je zvláštní typ proroctví, které nalézáme v semitské kultuře, a tedy v Bibli i v Knize Mormonově hned několikrát. Jako příklad lze uvést Izáka žehnajíciho svým synům v Genesis 27. Podobně se i v kapitolách Genesis 48 a 49 nachází mnohá požehnání. V semitské kultuře, kterou byl ovlivněn i hebrejský lid, bylo právem každého otce rodu (každého patriarchy) rozdat svým dětem prokletí i požehnání. Patriarcha Lehi v Knize Mormonově je ozvěnou tohoto kulturniho i náboženského zvyku (2. Nefi 1-4). Předává patriarchální požehnání nejen svým biologickým synům, ale taktéž synům svého přítele Izmaela a svému služebníkovi Zoramovi, který mu zachoval věrnost a odešel z Jeruzaléma před jeho zničením.

## Alegorie
Alegorie (řec. ἀλληγορία – „říci jinak“), česky také jinotaj, je text, jehož doslovné znění či zjevná podoba má vypovídat o něčem jiném, nezjevném. Je to tudíž dílo, jehož vlastní smysl je skryt a k porozumění vyžaduje nějaký klíč.
Alegorie je častým literárním stylem svatých spisů, především Nového zákona. Alegorie jsou blízké podobenstvím. Nový zákon uvádí několik alegorií, zaznamenaných rukou apoštola Jana, jako jsou Dobrý pastýř (Jan 10:1-18) a alegorie O vinném kmenu (Jan 15:1-8). V Knize Mormonově je alegorie o ušlechtilém a divokém olivovníku. Tento text nalezneme v Jákobovi 5:2-77 a je připisován údajnému hebrejskému prorokovi Zenosovi. Bible žádného proroka Zenose nezmiňuje.

## Modlitba
Modlitby jsou nejčastějším literárním stylem svatých knih (ať už Starého a Nového zákona či zcela odlišných náboženských knih, jako Upanišad nebo Bhagavadgíty). Biblická věda je zkoumá a rozděluje do několika různých kategorií. V Knize Mormonově také nalezneme několik typů modliteb.

### Pánova modlitba
Prvním a nejznámějším typem modlitby v Knize Mormonově je tzv. Pánova modlitba, kterou nalezneme v 3. Nefim. Jde o „americkou“ verzi biblického Otčenáše s několika drobnými rozdíly. Ty jsou většinou dané tím, že Pánova modlitba v Novém zákoně byla pronášena v době, kdy byl Ježíš ještě neukřižován, zatímco nefitská obdoba téže modlitby byla pronášena již vzkříšeným Kristem. Proto je například v mormonské podobě vynechána věta: „Přijď Království Tvé“, neboť se zmrtvýchvstalým Mesiášem již přišlo. Stejně tak je vynechána pasáž: „Chléb náš vezdejší dej nám dnes“. Další změny v modlitbě jsou již minoritní (místo „v zemi“ je uvedeno „na zemi“, apod.)

### Zástupné modlitby
Kromě Pánovy modlitby najdeme v Knize Mormonově také několik zástupných modliteb.Ty se většinou týkají nějaké osoby nebo skupiny lidí, za něž modlící osoba prosí. Takovou skupinou může být celý národ (jako v případě Helamana 11) nebo zpecifická malá skupina lidí (Dvanáct apoštolů v 3. Nefim). V Eterovi 2:18-19, 2:22 a 3:2-5 najdeme typické ukázky osobní modlitby, pronášené Bohu. Tyto modlitby jsou v náboženských textech nejčastější.

### Pohanská modlitba
Zvláštní modlitbu nalezneme v Almovi 31:15-18, kde se pohanský národ Zoramitů modlí na zvláštním místě, zvaném Rame-Umptom. Tato modlitba, plná sebechvály a nenávisti k lidem odlišné víry, je pro mormony vzorem „špatné modlitby“, která neuctívá ani neoslavuje „Pravého Boha“. Jako protiklad k této zlovolné modlitbě se o několik veršů později objevuje „modlitba pokory“, kterou pronáší prorok Alma mladší.

### Obřadní modlitby
Závěrečným (a výsostným) typem modliteb v Knize Mormonově jsou ty pronášené při obřadech. Je jich pět. První z nich je otevřená formule, kterou použil okolo roku 147 př. n. l. prorok Alma starší, když křtil ve vodách řeky. Tato obřadní modlitba je svým stylem spontánní a odvážná a stojí v kontrastu vůči institucionální křtící formuli, která se začala používat o přibližně 180 let později, a jejíž text nalezneme ve 3. Nefim 11:25. Zde je několik znaků a protikladů křtících formulí v Mosiášovi a ve 3.Nefim:
1. V Mosiášovi jsou slova pronesená při křtu inspirována Duchem svatým („A když řekl tato slova, vstoupil na něj Duch Páně, a on řekl...“), zatímco v Nefim jsou křestní slova jakousi „oficiální formulací“, od níž se jedinci neodchylují. Taková praxe je i v dnešní nejpočetnější mormonské církvi, Církvi Ježíše Krista Svatých posledních dnů (CJKSPD).
2. V Mosiášovi začíná křestní modlitba slovy: „[Oslovení], křtím tě“, a teprve poté je zmíněna autorita, skrze níž je činěno. Oproti tomu v Nefim celá modlitba začíná zmíněním autority, a teprve poté se mluví o tom, jaký typ obřadu je prováděn.
3. V Mosiášovi se Alma odvolává k autoritě, dané „Od Všemohoucího Boha“, v Nefim se od počátku modlitby zmiňuje „autorita daná Ježíšem Kristem“. Tento rozdíl je způsoben především faktem, že Alma křtil ještě ve starozákonní době, zatímco nefitští apoštolové jsou osobnostmi čistě novozákonními.
4. V Nefim je osoba křtěna „ve Jménu Otce, Syna i Ducha svatého“. Tato formulace v Mosiášovi zcela chybí.
5. V Mosiášovi je součástí křtící modlitby také obsáhlý individuální text, který Alma starší použil v rámci své osobní inspirace. Tento prvek je v Nefim i v CJKSPD v případě křtu zcela vynechán a je užit teprve v dalších obřadech (konfirmace, udělení kněžství, atd.).

Třetí obřadní modlitbou v Knize Mormonově je pasáž v knize Moroni, kde je zachycen postup vysvěcování kněží a učitelů nad lidem. Tato modlitba nese některé společné i rozdílné znaky s předchozími obřadními formulemi.
1. Obřadní formule pro vysvěcování kněží začíná slovy: „Ve jménu Ježíše Krista“, což se odlišuje od obou křtících formulí. Tato slova se na konci modlitby již neopakují, a formule tak končí prostým „Amen“.
2. Obdarovávaná osoba je vysvěcena pouze do svého úřadu kněžství (učitel/kněz) a není jí specificky předáno kněžství (Aaronovo/Melchisedechovo). Tento fakt odlišuje vysvěcování knězů v době Moroniho života od současné praxe CJKSPD.